# Senasammata Vikrama-Bahu
Sena Samantha Wickramabahu est  roi de  Kandy de 1469 à 1511.

## Contexte
Sena Samantha Wickramabahu est un prince issu de la dynastie Siri Sanga Bo peut-être neveu de Bhuvanaikabahu VI de Kotte et petit-fils de Parakramabahu VI de Kotte. À l'origine nommé afin de remplacer Jotiya Sitana, le gouverneur de la région des collines qui s'était révolté en 1463. Il s'émancipe progressivement de le tutelle du royaume de Kotte et règne sur le royaume de  Kandy comme souverain semi-indépendant à partir de 1469. Il a comme successeur son fils Jayaweera Astana.